# Luis Alberto Solari
Luis Alberto Solari (Fray Bentos, 17 de octubre de 1918 - Montevideo, 13 de octubre de 1993), fue un pintor y grabador uruguayo.
El Museo Luis Alberto Solari, en la ciudad de Fray Bentos, expone en forma permanente en su sala principal pinturas y grabados del artista.

## Biografía
En 1925 su familia se trasladó a Montevideo. Cursa estudios secundarios en el Instituto Alfredo Vásquez Acevedo. En 1932 conoció al pintor Zoma Baitler y un año más tarde ingresó al Taller de Pintura Decorativa de Guillermo Laborde en la Escuela Industrial.
En 1937 viaja a Buenos Aires becado con el grupo de viaje del Círculo de Bellas Artes de Montevideo. Ese año retornó a Fray Bentos, donde realizó escenografías y carros alegóricos de carnaval. 
Desde 1939 hasta 1940 trabaja como ayudante de la Inspección Veterinaria del Frigorífico Anglo del Uruguay, y también como vendedor ambulante. Ese año inicia su vida profesional exponiendo en el Salón Nacional de Pintura, Dibujo y Grabado de Montevideo. Comienza su serie de dibujos y monocopias sobre "El Gaucho".
Comienza su actividad como docente (ejercida hasta 1965) en el Liceo Departamental de Río Negro como profesor de dibujo. Participa activamente en el ámbito cultural de Fray Bentos.
En 1941 obtiene el Premio adquisición del Salón Municipal de Artes Plásticas, primer premio importante que recibe.
El 20 de mayo de 1944 contrae matrimonio con Nora D'Agosto.
En 1951 integró el envío uruguayo a la Bienal de São Paulo. En 1952 viajó a Europa en misión de estudios encomendado por el Consejo de Educación Secundaria: España, Francia, Alemania, Italia, Bélgica, donde vive la experiencia de la posguerra.
En París realiza estudios en el Taller de Grabado de la École nationale supérieure des beaux-arts, donde con el maestro Édouard Goerg comenzó a aprender la técnica del aguafuerte, que continuaría desarrollando en los años siguientes.
Regresó a Uruguay en 1953 y fundó el Taller de Artes Plásticas en Fray Bentos.
En 1965 decidió radicarse en Montevideo, donde continuó participando activamente en la enseñanza, paralelamente al desarrollo de su obra personal.
En 1967 viajó a Estados Unidos para seguir desarrollando la técnica del grabado en el Pratt Graphics Center y en el New York Graphics Workshop, junto con Liliana Porter y Luis Camnitzer.
En 1986 regresó a Uruguay y en 1989 se exhibió una retrospectiva de su obra en el Museo Juan Manuel Blanes.
Expuso su obra en bienales de arte gráfico en varias ciudades americanas como Santiago de Chile, Buenos Aires, Santiago de Cali y San Juan; y también de Europa y Asia.

## Obra
A partir de 1948 comenzó a desarrollar la temática del carnaval en grabados, objetos, pinturas y collages. Rescató en sus obras refranes, proverbios populares y dichos camperos, utilizando máscaras de carnaval en sus personajes, así como figuras humanas con cabezas de animales, aludiendo a la duplicidad y en composiciones de denuncia de problemas morales y sociales. Son temas frecuentes en su obra la hipocresía, la avaricia, la violencia, la cobardía, la ira, la ignorancia y otros tópicos que apuntan a la crítica social de su tiempo. 
Durante el período de la dictadura cívico-militar en Uruguay (1973-1985) Solari se encontraba en los Estados Unidos, pero viajaba regularmente a su país y se mantuvo permanentemente al tanto de los acontecimientos. En ese período integró a sus obras desfiles carnavaleros con pancartas como referencia a las protestas populares y símbolos como jinetes del Apocalipsis y condottieros.
Participó en decenas de exposiciones en Alemania, Argentina, Austria, Brasil, Chipre, Colombia, Ecuador, España, Estados Unidos, Finlandia, Francia, Inglaterra, Irak, Italia, Noruega, Japón, Panamá, Paraguay, Puerto Rico, Suiza, Unión Soviética, Venezuela y Yugoeslavia.

## Premios
- Premio adquisición del Salón Municipal de Artes Plásticas. Uruguay. (1941)
- Premio Nacional de Dibujo. Uruguay. (1954 y 1955)
- Medalla de Plata. Salón Panamericano de Porto Alegre. Brasil (1958)
- Premio de Dibujo. Salón Bienal de Primeros y Grandes Premios. Uruguay. (1966)
- Primer Premio de Pintura. Salón Nal. de Bellas Artes. Uruguay. (1966)
- Merit Award. Artistas del Pratt Center. Nueva York, Estados Unidos. (1968)
- Premio Adquisición. Salón Nal. de Artes Plásticas, Uruguay. (1968)
- Purchase award. 4th. Annual Juried Exhibition Art from New Jersey. Trenton, Estados Unidos. (1969)
- Primer premio al dibujo. X Festival de Arte de Cali. Colombia. (1970)
- Medalla de oro al Grabado. Primera Bienal Americana de Artes Gráficas de Cali. Colombia. (1971)
- Purchase award. 16th. National Print Exhibition.Clinton, New Jersey, Estados Unidos. (1972)
- Medalla de Plata. Bienal del Grabado. Buenos Aires, Argentina (1973)
- Mención Especial. Bienal de Artes Gráficas de San Juan. Puerto Rico. (1973)
- Premio Adquisiciones. Primera Bienal de Segovia, España (1974)
- Mención especial. 3.ª Bienal de Artes Gráficas de Cali, Colombia. (1977)
- Medalla de oro. 4.ª Bienal Latinoamericana del Grabado. San Juan, Puerto Rico. (1979)
- Premio Biella Per L'Incisione. Biella, Italia. (1980)
- Honorable Mention. Third World International Competition. Londres, Inglaterra. (1980)
- 3.er. Premio. 2.ª Bienal de Maracaibo, Venezuela. (1982)
- Premio adquisición. 16.ª Bienal Internacional de Ljubljana. Yugoeslavia. (1985)
- Medalla de Oro. 7.ª International Print Competition. Noruega. (1986)
- 1.er Premio y Mención (Grabado). Salón Banco República. Montevideo, Uruguay. (1989)
- Premio a la Trayectoria en Artes Plásticas del Ministerio de Educación y Cultura. Uruguay. (1992)